# Lorenzo Brancati
Lorenzo Brancati, battezzato Giovanni Francesco (Lauria, 10 aprile 1612 – Roma, 30 novembre 1693), è stato un cardinale e teologo italiano.

## Biografia
Nato a Lauria nel 1612 da nobili genitori di origine napoletana, Marcello e Dorotea Serubbi, svolge i primi studi presso la parrocchia di san Giacomo apostolo. Per adempiere al voto fatto a san Francesco affinché lo liberasse dalle sofferenze procurategli dall'asma, per la quale aveva già rischiato la morte, nel 1629, invogliato anche da un cugino materno, frate del convento di Noja (della diocesi di Anglona), decide di lasciare la famiglia per seguire la sua vocazione religiosa nell'Ordine dei Frati Minori Conventuali, senza però poter entrare nel noviziato per un divieto governativo. Ritornato temporaneamente nella casa paterna, passa un periodo di crisi spirituale, deponendo l'abito francescano anche per suggestione dei parenti; nell'aprile del 1630 fugge però da Lauria per ritornare definitivamente in convento, nella fattispecie a Noja. Si avvia dunque, a Lecce, al noviziato e il 7 luglio 1631 Giovanni Francesco Brancati diviene frate minore conventuale assumendo il nome di Lorenzo.
Dopo aver preso i voti prosegue gli studi teologici e filosofici in altre località della Puglia, in particolare a Rutigliano e Bari. È nel contesto pugliese che nasce la straordinaria amicizia con san Giuseppe da Copertino, il quale gli predice il cardinalato. Il Brancati gli rimarrà sempre fortemente legato, tanto che alla sua morte lascerà per testamento dei beni affinché si possano sostenere le spese per avviare il processo di canonizzazione di colui che sarà il santo dei voli.
Trasferitosi a Roma nel 1634, è ordinato prete il 17 maggio 1636 nella basilica di San Giovanni in Laterano. Completa gli studi al collegio San Bonaventura nel 1637 e diviene professore di logica e filosofia ad Aversa. Nel 1639 si sposta a Napoli per svolgere le mansioni di vicesegretario del padre generale. Pochi mesi dopo si reca, come insegnante, a Firenze e successivamente a Ferrara (1641) e Bologna (1644).
Nel 1647 è eletto segretario dell'ordine. Creato nel 1650 guardiano della basilica dei Santi XII Apostoli a Roma, l'anno dopo, quando si prevede una sua nomina a vicario generale, è relegato, invece, per meschine gelosie, nel convento di Albano Laziale. Qui si dedica completamente agli studi della teologia scotistica che gli permettono di ottenere la cattedra di Sacra Scrittura all'Università La Sapienza di Roma (1654).
Si pone al servizio di sei papi, tra cui papa Innocenzo X che lo aveva nominato alla Sapienza, papa Clemente IX che gli affida l'incarico di contrastare il giansenismo e papa Clemente X che lo nomina custode della Biblioteca Vaticana (1670). Papa Innocenzo XI lo crea cardinale nel concistoro del 1º settembre 1681 prendendo il titolo di Sant'Agostino il 22 settembre; opta in seguito, il 1º dicembre dello stesso anno, per il titolo dei Santi XII Apostoli.
Tra le opere letterarie più importanti si ricordano il trattato De Incarnatione e il De Oratione Christiana. Di quest'ultima papa Benedetto XIV affermerà che mai era stato scritto niente di più chiaro, di più sottile, di più sicuro. Per l'alto valore spirituale del De Oratione i fedeli amano credere che lo stesso sia stato scritto dal Brancati in ginocchio.
Nel conclave che segue la morte di papa Innocenzo XI, avvenuta il 12 agosto 1689, il cardinale Brancati ottiene quindici voti che, a causa del veto posto dai reali di Spagna per il suo atteggiamento ritenuto troppo arrendevole nei confronti dei francesi, non sono sufficienti per l'elezione al soglio pontificio; è, alla fine, eletto il papa che assumerà il nome di Alessandro VIII. Dal 1693 è camerlengo del sacro collegio dei cardinali.
Muore il 30 novembre 1693, anno del pontificato di papa Innocenzo XII, all'età di 81 anni.
È sepolto presso la basilica dei Santi XII Apostoli che aveva fortemente contribuito a restaurare affidando i lavori all'architetto Carlo Rainaldi; ancora oggi gli studiosi di teologia si recano numerosi presso la basilica, così come nella Biblioteca Vaticana, per consultare le sue opere, ivi custodite.
Il 7 dicembre 2006 è stato scoperto un monumento in suo onore in piazza San Giacomo a Lauria.